# Pithecopus oreades
Pithecopus oreades és una espècie de granota de la família dels hílids que al Brasil. Va ser descrit el 2002 per Reuber A. Brandão com a Phyllomedusa oreades.
És una granota de mida mitjana, amb petites coixinets als, cap curt i estret, cos prim, musell vertical de perfil, ventre molt granulat, pit sense dibuix reticular, barres transversals a la mandíbula i flancs amb reticular negre, sèpia o patró morat sobre fons groc o taronja. Es troba al Cerrado a la sabana oberta on hi ha arbustos baixos i dispersos. Es reprodueix en petits rierols amb les larves que es desenvolupen en basses dins dels rierols.
El 2007, Giaretta, Oliveira & Kokubum van descriure Phyllomedusa araguari. Estudis posteriors van provar que era un sinònim de P. oreades, i es va mantenir el nom amb més antiguitat.

## Distribució
Viu a les mesetas als estats de Goiás (Serra da Mesa, Chapada dos Veadeiros, Serra dos Pirineus), Minas Gerais (municipi de Cabaceira Grante) i al Distrito Federal, per sobre dels 900 m d'altitud al Brasil.